# Space Duel
Space Duel est un jeu vidéo d'arcade du type shoot 'em up multi-directionnel développé et édité par Atari Inc. sur borne d'arcade en 1982. C'est une adaptation directe du gameplay du jeu Asteroids et l'une de ses suites, les astéroïdes étant remplacés par des formes géométriques colorées telles que des cubes, des diamants et des moulins à vent en rotation. Space Duel est le premier et unique jeu vectoriel multijoueur d'Atari,,,,,,,. 
Le joueur dispose de cinq boutons, soit deux pour faire pivoter le navire vers la gauche ou la droite, un pour tirer, un pour activer le propulseur et un pour le champ de force. Space Duel, Asteroids , Asteroids Deluxe et Gravitar utilisent tous un système de contrôle similaire à 5 boutons.

## Postérité
Space Duel est inclus dans Atari Anthology sur PC (Windows), Xbox, PlayStation 2 et dans la version PlayStation d'Atari Anniversary Edition. Un portage de Space Duel est sorti sur Atari Flashback 2, ne reproduisant que le mode solo.
Un coffret Space Duel est présenté sur la couverture de l'album It's Hard de 1982 du groupe The Who.